# TyDi

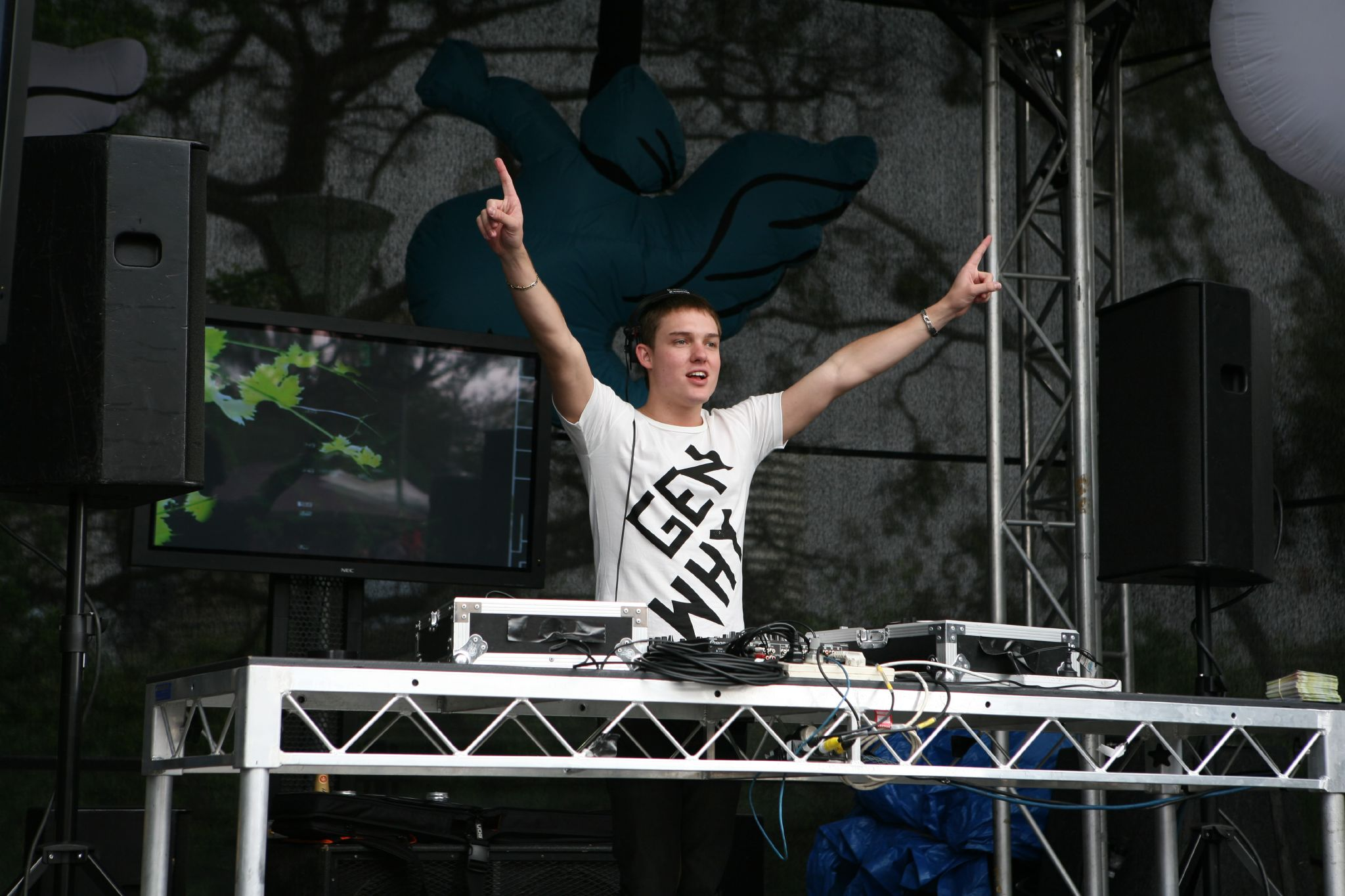
tyDi in Melbourne

tyDi (* 31. Mai 1987; bürgerlicher Name Tyson Illingworth) ist ein australischer Trance-DJ und -Produzent aus Brisbane.

## Biographie
Im Alter von 16 Jahren gewann tyDi seinen ersten DJ-Wettkampf, die Brisbane DJ Wars. Ein Jahr später zog er nach Brisbane, wo er Resident-DJ im Club The Family wurde. Schließlich studierte er am Queensland Conservatorium of Music und erhielt einen Bachelor of Music Technology.
2006 nahm tyDi erstmals an der Sony inthemix Top 50 DJ Poll teil und kam auf Platz 12. Im folgenden Jahr rangierte er sich an vierter Stelle und 2008 erreichte er erstmals den Topplatz. Den ersten Platz konnte er 2009 verteidigen und 2010 kam er auf den zweiten Platz.
Seine Debütsingle „Familiar Streets“ erschien 2006 auf dem Label Mixology Digital Records. Zuletzt veröffentlichte er seine Produktionen bei AVA Recordings, dem Label des britischen DJs und Produzenten Andy Moor.
Ende 2008 wurde tyDi vom Eventveranstalter ID&T eingeladen, die Sensation-Silvesterparty in Melbourne zu beenden. Nach diesem Auftritt vor 42.000 Leuten, folgten Einladungen für die Trance-Energy-Festivals in Australien und Holland, wo er die Main Stage mit DJs wie Armin van Buuren, Paul van Dyk und John O’Callaghan teilte.
2009 erschien sein Debütalbum Look Closer. Bei den International Dance Music Awards (IDMA) 2010 gewann tyDi die Auszeichnung als Best Break-Through DJ.

## Diskografie

### Alben
- 2009: Look Closer
- 2011: Shooting Stars

### Singles
- 2006: Familiar Streets
- 2008: Meet Me in Kyoto
- 2008: Kopi Susu
- 2008: Under the Stars
- 2008: Fool
- 2008: Russia
- 2008: Never Seems So / StarcrosseD
- 2008: MinD Games
- 2009: Is it Cold?
- 2009: You Walk Away (feat. Audrey Gallagher)
- 2009: Foolish
- 2009: Somehow (mit Dennis Sheperd feat. Marcie)
- 2010: Calling (feat. Audrey Gallagher)
- 2010: Half Light (feat. Tania Zygar)
- 2010: Vanilla (feat. Tania Zygar)
- 2010: Good Dream
- 2011: Never Go Back (feat. Brianna Holan)
- 2011: Acting Crazy (feat. Sarah Howells)
- 2012: Fire & Load (feat.  Christina Novelli)
- 2014: Stay (feat. Dia Frampton)

### Remixe (Auswahl)
- 2009: Nadia Ali – Fine Print
- 2009: 4 Strings – Take Me Away
- 2009: Rank 1 – L.E.D. There Be Light
- 2009: Ashley Wallbridge feat. Meighan Nealon – My Blood
- 2010: Binary Finary – 1998
- 2010: John O’Callaghan feat. Sarah Howells – Find Yourself